# St. Margareta (Völpke)

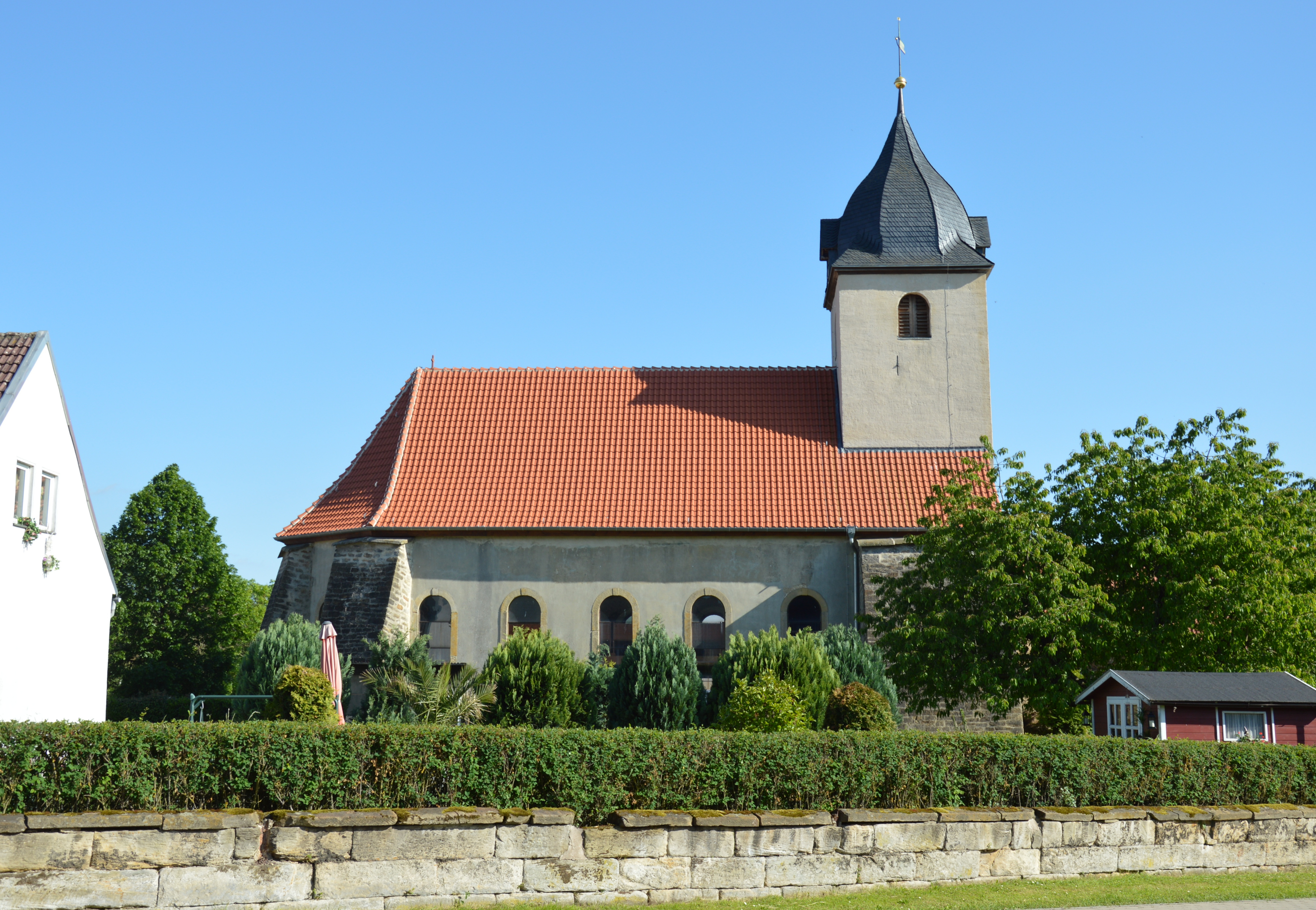
St. Margareta, 2017

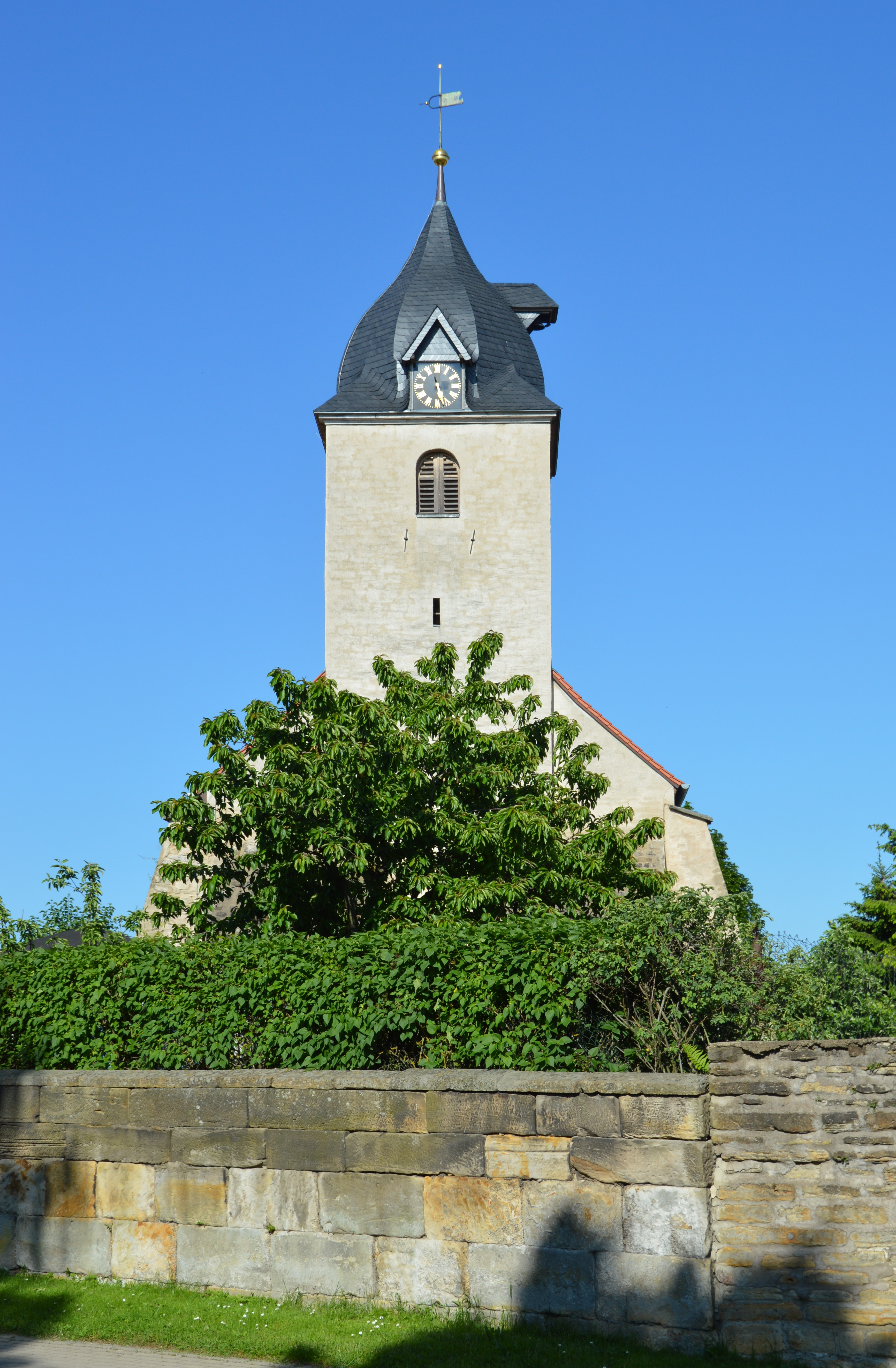
Blick auf den Turm von Westen

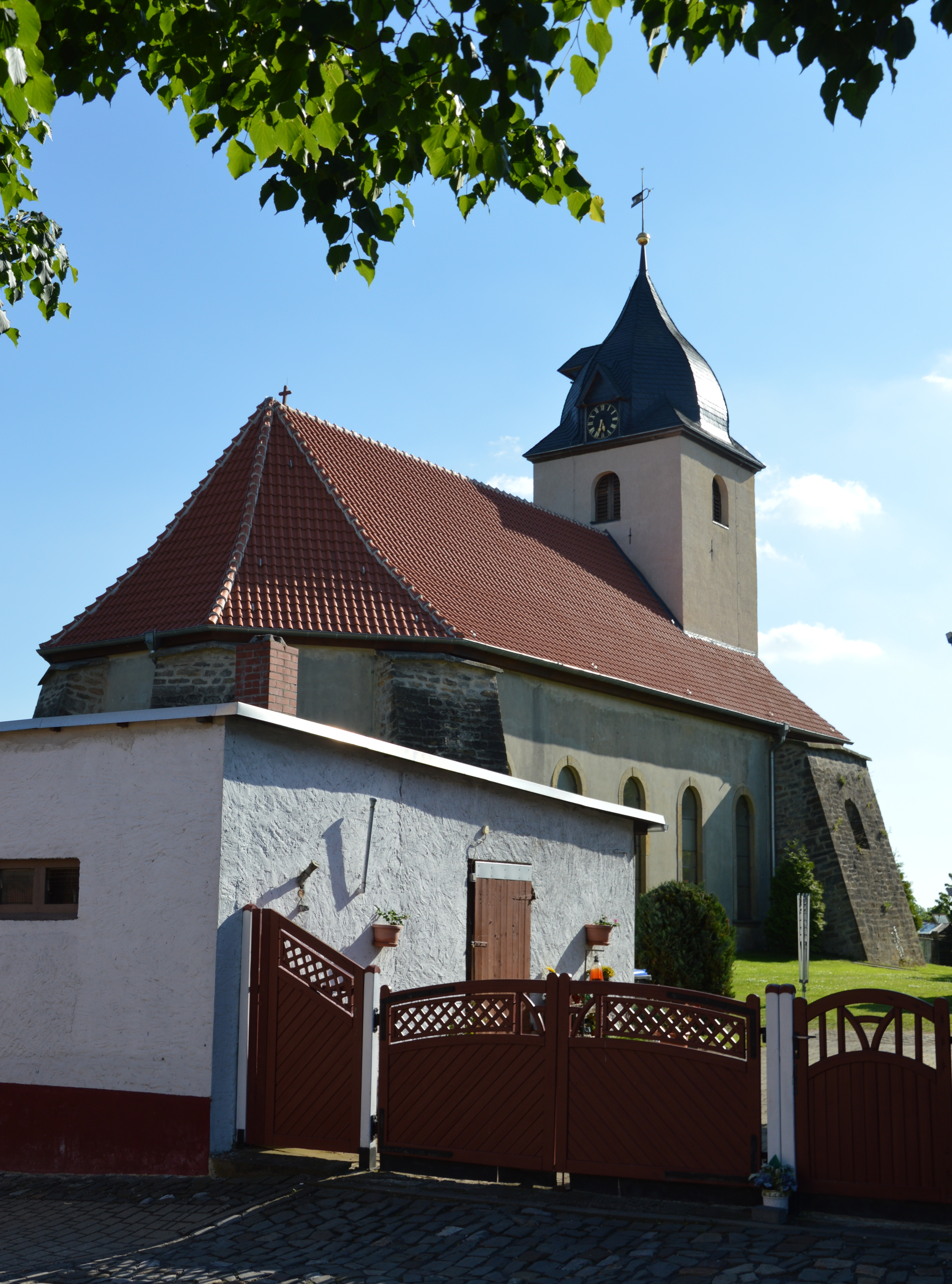
Blick von Nordosten

St. Margareta ist die evangelische Kirche des Dorfes Völpke in Sachsen-Anhalt.
Die Kirchengemeinde gehört zum Kirchspiel Hötensleben im Kirchenkreis Egeln der Evangelischen Kirche in Mitteldeutschland. Die Kirche befindet sich in der Ortsmitte in der Mittelstraße. Benannt ist sie nach Margareta von Antiochia.

## Architektur und Geschichte
Ein Pfarrer in Völpke ist erstmals 1240 erwähnt. Die Kirche unterstand seit 1268 dem Kloster Marienborn. Dieses wurde 1573 in ein lutherisches Stift umgewandelt; in Völpke amtierte der erste evangelische Pfarrer, Johannes Voigt, von 1550 bis etwa 1576. 1732 ging das Patronat für 200 Taler an das Kloster Unser Lieben Frauen in Magdeburg. Im Jahr 1758 erwarb die Kirchengemeinde eine Orgel.
Die alte Dorfkirche, sie war mindestens die zweite an dieser Stelle, war im Inneren von einer hölzernen Tonnendecke überwölbt. 1706 war ein neuer Turm errichtet worden. Die Kirche mitsamt dem Turm war um 1780 so baufällig, dass die Leute Angst hatten, sie zu betreten. 1783 konnten die Glocken im Turm nicht mehr geläutet werden. Ursächlich für die Baufälligkeit waren wohl die schwierigen Bodenverhältnisse am Baugrund.
Daher wurde die alte Kirche ab Karfreitag 1785 abgerissen und in den Jahren 1786 bis 1790 die heutige barocke Saalkirche errichtet. Am 6. März 1785 feierte man den letzten Gottesdienst in der alten Kirche. Der Entwurf für den Neubau stammte vom Magdeburger Baukondukteur Jean Daniel Scabell (* 1753). Scabell übernahm auch die Bauleitung. Die Bauausführung erfolgte durch den Zimmermeister Ernst und den Maurermeister Körner aus Magdeburg. Darüber hinaus war der aus Badeleben stammende Steinmetz Schneider tätig. Die Grundsteinlegung erfolgte am 23. August 1786 auf der Südseite der Kirche. Nachdem 1786 die Baustoffe vor Ort bereit lagen, wurde der Beginn des Baus auf ein entsprechendes Gesuch hin durch den König veranlasste. Wohl bedingt durch den schwierigen Baugrund waren die Mauern 1787 nur erst wenige Fuß hoch ausgeführt. Um die Standsicherheit auf dem problematischen Untergrund zu gewährleisten, wurde unter dem Fundament ein Rostwerk aus 120 Eichenpfählen eingebracht. Die Einweihung der Kirche erfolgte dann am 30. November 1788. Bis dahin waren die Gottesdienste in einem Schuppen des Freibauern Müller durchgeführt worden. Die Turmfahne mitsamt Knopf wurde am 3. April 1789 aufgesetzt. Endgültig fertiggestellt war die Kirche aber erst 1790. Die Bauabnahme erfolgte am 10. Oktober 1790 durch Landbaumeister Bein. Für die Baukosten hatte das Kloster Unser Lieben Frauen 1.427 Taler aufgebracht. Darüber hinaus war vom König eine Kollekte bewilligt worden, die jedoch nur 124 Taler und 23 Groschen erbracht hatte.
In das Kirchenschiff wurde der auf der Westseite neu errichtete Kirchturm einbezogen. Im Untergeschoss erreicht der Kirchturm die Breite des Schiffs, darüber erhebt er sich mit quadratischem Grundriss und wird von einer geschweiften Haube abgeschlossen. Der östliche Abschluss des Chores ist als 3/8-Schluss ausgeführt.
Um das Jahr 1800 zeigten sich deutliche Risse am Turm. Auf der Südseite reichte ein breiter werdender Riss vom Erdboden bis zum Schallloch. Es wurde diskutiert, ob ein Abriss des Turms nötig wäre oder eine bauliche Abstützung genügen würde. Letztlich entschied man sich zum Bau von Strebepfeilern. Ab dem 1. Juli 1805 wurden außen am Turm große Strebepfeiler errichtet und die Risse verschmiert. 1825 zeigten sich Risse an den Wänden des Kirchenschiffs, die sich bis 1829 so verschlimmert hatten, dass man einen Einsturz insbesondere des Ostgiebels befürchtete. Im Jahr 1829 wurden daher außen am Chor vier weitere, ebenfalls sehr wuchtig ausgeführte Stützpfeiler angefügt. Zunächst waren sogar sieben Pfeiler geplant. Tatsächlich gelang es mit den Stützen die Standsicherheit der Kirche dauerhaft zu sichern. Noch heute prägen die äußeren Stützpfeiler maßgeblich das Erscheinungsbild der Kirche.

### Innenausstattung
Das Kirchenschiff wird im Inneren von einer flach ausgeführten Decke überspannt. Der Altar, die hölzerne Kanzel sowie das Kirchengestühl stammen aus der Bauzeit. Die aus Sandstein gefertigte Taufe stammt vom Ende des 19. Jahrhunderts. 1934 erfolgte eine Restaurierung des Innenraums. Die sich an den Langseiten ursprünglich bis zur Höhe des Altars hinziehenden Emporen, wurden verkürzt und enden seit dem vor dem Chor. Die in der Kirche befindliche Orgel wurde 1934 von der Braunschweiger Firma Gebrüder Littkowsky erstellt. Sie ersetzte eine am 15. Oktober 1869 eingeweihte Orgel.
Ursprünglich besaß die Kirche eine reiche Ausstattung im Stil des Barock, die jedoch aufgrund eines starken Schwammbefalls aufgegeben werden musste. So war die westliche Empore in der Mitte vorgewölbt. Die auf Pfosten ruhenden Emporen verfügten über gerippte Brüstungsfelder und waren mit blassolivgrün gestrichen und mit bolusroten, elfenbeinfarben und seegrünen Absetzungen versehen. Die barocke Ausstattung ist auf einem Gemälde des Schönebecker Malers Eduard Krügermann aus dem Jahr 1921 überliefert. Die Kirchenfenster sind rautenförmig verglast und mit farbigen Randbordüren versehen.

### Glocken
In der Kirche befanden sich zwei alte Glocken. Während die kleinere der beiden ohne Verzierungen gefertigt war, befand sich auf der Größeren ein Hinweis auf das Jahr 1695. Am oberen Rand befand sich die lateinische Inschrift Deo et Hominibus inservio (deutsch: Gott und den Menschen diene ich) 1695 Conradus Dencken, Pastor. Am unteren Rand war zu lesen: Hans Fincken. Andreas Jacobs. Goss mich Johann Greten in Magdeburg. Im Jahr 1902 erwarb die Gemeinde drei neue von der Leipziger Firma G. A. Jauck gegossene Glocken. Nachdem man die alten Glocken nochmals geläutet und dann abgenommen hatte, wurden die neuen Glocken zu Pfingsten 1902 mit einem Festgottesdienst eingeweiht. Während des Ersten Weltkriegs wurden zwei der neuen Glocken jedoch zu Rüstungszwecken bereits wieder eingeschmolzen. Nachdem sie dann 1929 durch zwei Glocken der in Apolda ansässigen Glockengießerei Schilling und Söhne ersetzt worden waren, wurden die beiden neuen Glocken jedoch im Zweiten Weltkrieg schon wieder eingeschmolzen.
Im örtlichen Denkmalverzeichnis ist die Kirche unter der Erfassungsnummer 094 55943 als Baudenkmal verzeichnet.